# Музей на Фройд
Музеят на Фройд се намира на ул. Маресфийлд Гардънс 20 в Хампстед, Лондон.
През 1938 г. основателят на психоанализата Зигмунд Фройд напуска Виена след като нацистите анексират Австрия (аншлус) и се мести в Лондон, установявайки резиденцията си на ул. Маресфийлд Гардънс 20 в Хамстед, едно от най-интелектуалните предградия на Лондон. Малка слънчева стая в модерен стил е издигната встрани от Ернст Фройд. Фройд е над 80-годишен по това време и умира на следващата година, но къщата остава в неговото семейство докато най-младата му дъщеря Ана Фройд, която е пионер в детската терапия не умира през 1982 г.
Фройд и семейството му успяват да пренесат цялото си обзавеждане и домакинство в Лондон. Най-известният експонат в музея е психоаналитичния диван. Там има още ракли, маси и шкафове тип Бидермайер и колекция от австрийски провинциални мебели от 18 и 19 век. Музеят притежава и колекцията на Фройд от египетски, гръцки, римски и ориенталски антики и неговата библиотека. Колекцията включва портрет на Фройд от Салвадор Дали.
Съществуват и още два музея на Фройд, един във Виена и един, който е отворен в Прибор, Чехия в родната къща на Зигмунд Фройд. Последният е отворен от президента Вацлав Клаус и четирима от правнуците на Фройд.